# Dropship: United Peace Force
Dropship: United Peace Force est un jeu vidéo de simulation de vol de combat développé par Team Soho et édité par SCEE, sorti en 2002 sur PlayStation 2.

## Accueil
- Jeuxvideo.com : 15/20[1]